# St. John's Episcopal Church (Hampton, Virginia)
St. John's Episcopal Church är en församlingskyrka i USA:s äldsta fortfarande verksamma engelskspråkiga församling St. John's Episcopal Parish i Hampton i Virginia. Församlingen grundades år 1610 av engelska nybyggare som kom till området från den första permanenta engelska kolonin Jamestown. Den nuvarande kyrkobyggnaden från år 1728 är församlingens fjärde. Byggnaden har upptagits till National Register of Historic Places.
Församlingens motto är Fightin' Sin Since 1610. Bredvid kyrkan finns en minnestavla över Virginia Laydon som var född omkring 1609, en kort tid före församlingen grundades. Laydon var det första engelska barnet som fötts i Brittiska Amerika som inte dog som barn utan växte upp i Amerika. Hon och hennes föräldrar var medlemmar av den lokala församlingen vars ursprungliga namn var Elizabeth City parish.